# الاتحاد الدولي للشباب الديمقراطي
الاتحاد الدولي للشباب الديمقراطي IYDU هو اتحاد عالمي يميني - وسطي تابع لمنظمات سياسية شبابية . أنشئ عام 1981 وأعيد إنشاؤه عام 1991، يضمَ الاتحاد 127 عضواً كاملاً ومراقباً في أكثر من 80 بلداً ويُعدَ جناح شباب الاتحاد الدولي الديمقراطي.(IDU)
يعرض الموقع IYDU الإلكتروني للإتحاد الدولي للشباب الديمقراطي القيم الأساسية للمنظمة كالديمقراطية واحترام حقوق الإنسان والسوق الحرً والتجارة الحرَة:
- يرى الاتحاد أن الديمقراطية الحقيقية ذات جذورٍ صلبةٍ متمسكةٍ بمجتمعٍ ملتزمٍ كامل الالتزام هي الطريقة الوحيدة للحصول على حكومةٍ مستدامةٍ.
- يرى الاتحاد أنه من حقوق الإنسان الأساسية أن يعيش بعيداً عن الخوف من الاضطهاد وخاصةً على صعيد العرق أو الدين أو الجنس. تعتبر الحرية الأساسية شرطاً مسبقاً ومن دونها لا يمكن لحقوق الإنسان الأخرى أن تنوجد. متى هناك تحرر من الخوف يمكن التعبير عن جميع الآراء وعندها تتمكًن الديمقراطية الحقيقية من الازدهار.
- يرى الاتحاد أن السوق الحرً يخلق ناساً أحراراً فالسوق الحر هي الوسيلة الوحيدة لإنشاء نظاماً يشجًع الإبداع ويدعم التنمية الإقتصادية ويحفظ حرية الفرد التي هي أساس حقوق الإنسان جميعها.
- يعارض الاتحاد بشدّة وضع حواجز تجارية بين الدول إذ فقط عن طريق التجارة الحرّة تتبلور الحرية الإقتصادية الحقيقية. نعتقد أن بهدف كسر حلقة الفقر التي يعيش فيها مليار شخصٍ في الفقر المتقع ومن أجل التحرر بعيداً عن الإستغلال على التجارة أن تلعب دوراً أساسياً.

يقوم اتحاد الدولي للشباب الديمقراطي سنوياً بعددٍ من المناسبات الاجتماعية للمنظمات الأعضاء وبما فيها منتدى للحرَية ( في نصف السنة) واجتماع المجلس السانوي وزيارات دراسية في الخارج. ومن المتحدًثين في المناسبات التي يقوم بها الاتحاد، رؤساء الدولة الحاليون والسابقون ووجوهاً سياسية بارزة أخرى من المحيط اليميني الوسطي. 
يتطوًر مركز المشاركون في مؤتمرات الاتحاد الدولي للشباب الديمقراطي ليصبحوا وزراء أو أعضاءً في مجلس النوًاب أو من كبار المستشارين أو مديرو مصنع في القطاعات العامًة والخاصة. 
يأخذً الاتحاد الدولي للشباب الديمقراطي مقرًاً في أوسلو، النرويج.

## المنظمة الأم
يعمل الاتحاد الدولي الديمقراطي وهي المنظمة الأم للإتحاد الدولي للشباب الديمقراطي، بمشاركة أكثر من ثمانثن حزباً يمني- وسطي. أنشئ عام 1983 ومن المؤسسين الأعضاء رئيسة وزراء بريطانيا مارغريت تاتشر ونائب الرئيس الأميركي جورج بوش الأب رئيس بلدية باريس وبعدها رئيس فرنسا جاك شيراك والمستشار الألماني هيلموت كول.

## حملات الحرًية
تدعم حملات الحرًية التابعة للإتحاد الدولي للشباب الديمقراطي الحركات الديمقراطية ومجموعات السوق الحر في ظلً أممٍ يحكمها الحكم التسلًطي.
Current Freedom Campaigns
- Forward to Freedom
- Freedom for Belarus
- Freedom for Cuba
- Religious Freedom

## Chairmen
| Name                   | Years          | Country          | Organisation                           |
| ---------------------- | -------------- | ---------------- | -------------------------------------- |
| Elmar Brok             | 1981–1983      | ألمانيا          | Junge Union                            |
| Mark Heywood           | 1992–1994      | أستراليا         | Young Liberals ‏                        |
| Tony Zagotta           | 1994–1998      | الولايات المتحدة | College Republicans                    |
| Andrew Rosindell       | 1998–2002      | المملكة المتحدة  | Conservative Future                    |
| Shane Frith            | 2002–2004      | نيوزيلندا        | Young Nationals ‏                       |
| Donald Simpson         | 2004–2006      | المملكة المتحدة  | Conservative Future Scotland           |
| Peter Skovholt Gitmark | 2006–2008      | النرويج          | Young Conservatives ‏                   |
| Tim Dier               | 2008–2010      | المملكة المتحدة  | Conservative Future                    |
| Daniel Walther         | 2010 – 2012    | ألمانيا          | Junge Union                            |
| Nicolas Figari         | 2012 – 2012    | تشيلي            | Juventud Union Democrata Independiente |
| Aris Kalafatis         | 2012 – current | اليونان          | ONNED                                  |

## روابط خارجية
- IYDU official site